# Fred Müller
Fred Müller (* 8. Juli 1913 in Pawlowsk (Sankt Petersburg), Russisches Kaiserreich; † 11. Oktober 2001 in Berlin) war ein deutscher Kommunist, Interbrigadist, Offizier der Deutschen Volkspolizei und Sportfunktionär der DDR. Er war Leiter des Deutschen Sportausschusses.

## Leben
Der Sohn eines Kaufmanns und Inhabers eines orthopädischen Schuhgeschäftes in St. Petersburg und einer Russin kam 1920 mit seiner Familie nach Frankfurt am Main und erlernte nach dem Besuch der Volks- und der Oberrealschule den Beruf eines Orthopädiemechanikers. 1932 wurde er Mitglied der  KPD und leistete ab 1933 illegale antifaschistische Arbeit. Von 1935 bis 1937 war er „wegen Vorbereitung zum Hochverrat“ inhaftiert. Anschließend ging er über Paris nach Spanien und kämpfte als Sergeant und politischer Funktionär in den Internationalen Brigaden. Nach seiner Rückkehr nach Frankreich im Januar 1939 wurde er interniert und 1941 an Deutschland ausgeliefert. Er wurde zu einer Zuchthausstrafe von fünf Jahren verurteilt, die er in Ludwigsburg verbüßen musste.
Nach seiner Rückkehr nach Frankfurt am Main 1945 wurde er wieder in der KPD aktiv und arbeitete als Vertreter der KPD in der Entnazifizierungskommission für Gesamtdeutschland. 1946 ging er in die Sowjetische Besatzungszone, wurde Mitglied der SED und leitete zunächst die Landesjugendschule der FDJ in Mecklenburg. Von 1946 bis 1949 war er Mitglied des Zentralrats der FDJ und von 1948 bis 1949 Vorsitzender des FDJ-Landesverbandes Mecklenburg-Vorpommern (Nachfolger von Waldemar Borde).
1949 ging er zur Deutschen Volkspolizei und war kurzzeitig als VP-Inspekteur (Oberst) stellvertretender Chef und Leiter für Polit-Kultur der VP-Landesbehörde Mecklenburg in Schwerin. Als solcher hatte er am 4. Juni 1949 an der Spitze einer VP-Abteilung einen Auftritt auf dem III. Parlament der FDJ in Leipzig. Nach einem Besuch der Parteihochschule der SED in Kleinmachnow war er von 1951 bis 1952 Leiter des Deutschen Sportausschusses (Nachfolger von Ernst Horn). Von 1953 bis 1957 fungierte er als Erster Sekretär der SED-Betriebsparteiorganisation (BPO) der Horch- bzw. Sachsenring-Werke Zwickau. In dieser Zeit absolvierte er 1956 ein Ökonomiestudium und erwarb die Befähigung eines Kraftfahrzeugingenieurs.
Von Mai 1957 bis 1961 war er erneut Offizier und im Rang eines Obersts stellvertretender Leiter der Hauptabteilung für Politische Arbeit im Kommando der Deutschen Grenzpolizei (Nachfolger von Hans Gossens). Schon während seiner Dienstzeit begann er 1960 ein Studium am Institut für Gesellschaftswissenschaften beim ZK der SED in Berlin und wurde 1962 zum Dr. phil. promoviert. Nach seiner Habilitation wurde er 1963 zum ordentlichen Professor für marxistisch-leninistische Ethik an der Humboldt-Universität zu Berlin ernannt.
Von 1959 bis 1967 war er Präsident des Deutschen Sportverbandes Moderner Fünfkampf und gleichzeitig Mitglied des DTSB-Bundesvorstandes.
Von 1963 bis 1965 wirkte er als Berater des kubanischen Erziehungsministers bei der Einführung des  gesellschaftspolitischen Studiums an den drei Universitäten in Havanna, Santa Clara und Santiago de Cuba. Anschließend war er von 1965 bis 1976 Professor für Historischen Materialismus. Zeitweise war er als Nachfolger von Walter Bartel Prorektor der Humboldt-Universität. 1976 wurde er emeritiert.
Müller war nach der Wende Mitglied der PDS und zuletzt der DKP.

## Auszeichnungen
- 1959 Vaterländischer Verdienstorden in Bronze, 1965 in Silber und 1988 in Gold
- 1994 Johanna-Kirchner-Medaille der Stadt Frankfurt am Main